# La monaca di Monza (film 1969)
La monaca di Monza è un film del 1969, scritto e diretto da Eriprando Visconti.

## Trama
Virginia, costretta dal padre a prendere i voti, è la madre superiora di un convento lombardo. Un giorno, sotto volontà di don Paolo, la religiosa ospita un ricercato di legge, tale Gianpaolo. Tra i due nascerà una relazione focosa e peccaminosa.

## Produzione
La trama del film è ispirata al personaggio omonimo de I Promessi Sposi. 
Per i contenuti velatamente erotici, la pellicola di Visconti ha inaugurato un filone cinematografico conosciuto come tonaca-movie.
Parte delle scene sono state girate nel comune di Torre Beretti.

## Distribuzione
Uscito nelle sale italiane il 26 febbraio del 1969, è stato edito, successivamente, in formato VHS. Circolano versioni estere in DVD.  

## Accoglienza
Morando Morandini, all'interno del suo omonimo dizionario, recensisce tiepidamente il lungometraggio.
La rivista Film TV considera il film «morboso e inutile».
Francesco Arcangeli scrisse un articolo sul Corriere della Sera, lodando l'opera di Visconti come «capolavoro».